# Martin Eichler
Martin Eichler (Pinnow, 29 de março de 1912 — Arlesheim, 7 de outubro de 1992) foi um matemático alemão, especialista em teoria dos números.
Eichler obteve um doutorado na Universidade de Halle-Wittenberg em 1936, orientado por Heinrich Brandt.
Eichler em uma ocasião afirmou que existem cinco operações fundamentais na matemática: adição, subtração, multiplicação, divisão e formas modulares. Ele é associado com Goro Shimura no desenvolvimento de um método de construir curvas elípticas de certas formas modulares. A noção inversa de que toda curva elíptica tem uma forma modular correspondente foi a chave para a prova do último teorema de Fermat.

## Publicações
- Martin Kneser, Martin Eichler (1912-1992), Acta Arithmetica Volume 65, 1993, p. 293-296.
- Jürg Kramer, Leben und Werk von Martin Eichler, Elemente der Mathematik Volume 49, 1994, p. 45-60.
- Eichler, Quadratische Formen und orthogonale Gruppen, Springer 1952, 1974
- Eichler, Einführung in die Theorie der algebraischen Zahlen und Funktionen, Birkhäuser 1963
- Eichler, Projective varieties and modular forms 1971 (teorema de Riemann-Roch)
- Eichler e Don Zagier, The Theory of Jacobi forms, Birkhäuser 1985
- Eichler, Über die Einheiten der Divisionsalgebren, Mathem. Annalen 1937[ligação inativa]
- Eichler, Neuere Ergebnisse der Theorie der einfachen Algebren, Jahresbericht DMV 1937[ligação inativa]
- Eichler, Zur Algebra der orthogonalen Gruppen Mathem. Zeitschrift 1950[ligação inativa]
- Eichler, Zahlentheorie der Quaternionenalgebren, Crelle J. Volume 195, 1955, com errata
- Quaternäre quadratische Formen und die Riemannsche Vermutung für die Kongruenz-Zetafunktion, Archiv Math. Volume 5, 1954, p. 355-366 (conjectura de Ramanujan-Petersson)
- Eichler, Eine Verallgemeinerung der Abelschen Integrale, Math. Zeitschrift Volume 67, 1957, p. 267-298[ligação inativa]
- Eichler, Quadratische Formen und Modulfunktionen Acta Arithmetica Volume 4, 1958, p. 217-239
- Eichler, Eine Vorbereitung auf den Riemann-Rochschen Satz für algebraische Funktionenkörper, Crelle J. 1964
- Eichler, Einige Anwendungen der Spurformel im Bereich der Modularkorrespondenzen, Mathem. Annalen 1967, teoria de Eichler-Shimura[ligação inativa]
- Eichler, Eine Spurformel von Korrespondenzen von algebraischen Funktionenkörpern mit sich selber, Inv. Math. Volume 2, 1967[ligação inativa] com correções [ligação inativa]
- Eichler, The basis problem for modular forms and the traces of the Hecke operators, Springer, Lecturenotes Math. Volume 320, 1973, p. 75-152